# Arroyo Garzón
El arroyo Garzón es un curso de agua uruguayo que atraviesa los departamentos de  Maldonado y de Rocha perteneciente a la cuenca hidrográfica del océano Atlántico.
Nace en la Cuchilla Garzón y desemboca en la laguna Garzón tras recorrer alrededor de  19 km.